# آرامگاه یادمانی سلطان عبدالصمد
آرامگاه یادمانی سلطان عبدالصمد (مالایی: Makam Sultan Abdul Samad) یک آرامگاه یادمانی سلطنتی است که در بوکیت جوگرا در جوگرا، سلانگور، مالزی قرار دارد. از سال ۱۸۸۶ به بعد، این آرامگاه به عنوان استراحتگاه ابدی چند نفر از حانواده سلطنتی سلانگور انتخاب گردید.

## فهرست قبرها
سلطان‌ها
- سلطان حاج سِر عبدالصمد شاه ابن المرحوم راجا پانگلیما بسار راجا عبدالله